# El Terreno
El Terreno és un barri del terme de Palma, delimitat entre la mar i el bosc del Castell de Bellver, Son Armadams al nord i Portopí i la Bonanova al sud. Fou una de les primeres zones d'estiueig de la burgesia palmesana al pas del segle xix al xx.
El topònim del Terreno ja apareix al mapa del cardenal Antoni Despuig i Dameto, gravat per Josep Muntaner el 1784, i prové del fet que aquests terrenys eren part del Reial Patrimoni, que foren parcel·lats i urbanitzats a final del segle xviii i al llarg de tot el segle xix.
En aquest indret fou construït al segle xvii, una quarantena. El 1777 els terrenys són comprats per Cristòfol Vilella Amengual directament al Reial Patrimoni, propietari aleshores del castell de Bellver; i hi feu construir la possessió de Can Vileta (després anomenada de Son Catlaret). Es creu que l'interès d'en Vilella per viure apartat de Ciutat es devia a la pudor que el seu ofici de taxidermista provocava. Actualment tan sols en resta de la possessió, i en deplorable estat de conservació, una portassa amb la data i un escut reial al final del carrer de Son Catlaret. En record al pioner del barri, el seu nom se li ha donat a un petit carreró que surt del carrer del Polvorí cap al torrent del Mal Pas. El 1784 ja es té constància de la casa del cardenal Despuig dita el Terreno, casa que posteriorment donaria nom a l'actual barri, on avui dia hi ha l'escola de Natzaret. El projecte d'urbanització del barri d'estiueig començà l'any 1855 però no es pogué dur a terme per complet perquè part dels terrenys eren d'interès militar, per mor de la proximitat amb el castell de Bellver; tanmateix, a la dècada dels 80 del segle xix ja era un important nucli d'estiueig de Palma. L'any 1894 es construí l'església de la Salut, actual parròquia del barri. Juli Verne descriu la barriada a la seva novel·la Clovis Dardentor (1895), com a lloc d'acollida en el trajecte de la ciutat al Castell de Bellver.
L'orografia del barri, amb pendent cap al mar, inicialment permetia una visió del mar des de la majoria de les cases, totes en planta baixa o poques altures, i sovint enjardinades. Els primers edificis en altura a destacar foren és dels hotels Reina Victoria (1910) i el Mediterrània (1923). Arran de la urbanització de Son Armadans (1932) amb la consegüent unió al nucli urbà de Palma, es convertí en un barri residencial. A partir del 1930 el barri visqué un gran creixement arran de la desmilitarització de la zona. Aquest fet, sumat a la manca de control municipal en el pla urbanístic, especialment durant la guerra i la dictadura franquista, permeté la destrucció d'algunes de les cases originals per construir blocs de pisos de força altura, que trencaven l'equilibri original. La transformació del barri culminà amb la construcció del passeig Marítim, que deixà únicament inalterada la cala de Can Barbarà, on desemboca el torrent del Mal Pas.
A l'encreuament de les carreteres que es dirigien cap a Gènova i Portopí (actuals Robert Graves i Joan Miró) hi trobem la plaça Gomila, que va esdevenir un elegant centre neuràlgic de l'oci, amb sales de festes reconegudes a escala internacional com Tito's, i d'altres locals propers a la plaça com Barbarela i el Zhivago. D'aquests tres, únicament el primer continua obert al públic.
Al barri s'hi estableix també gent que hi resideix tot l'any, i sorgeixen moviments associatius veïnals com la Societat Bellver, desapareguda arran del cop d'estat del General Francisco Franco. La vida al barri no només estava vinculada al mar, sinó també al bosc de Bellver, actual pulmó verd de Palma.

## Galeria d'imatges

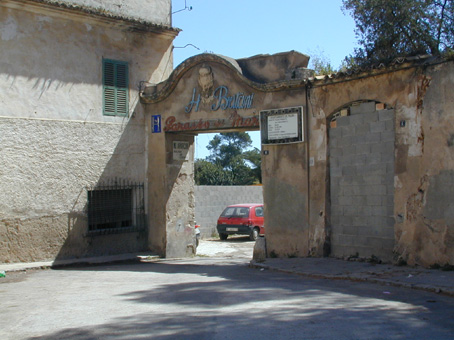
Entrada de Can Vileta, antiga possessió del barri
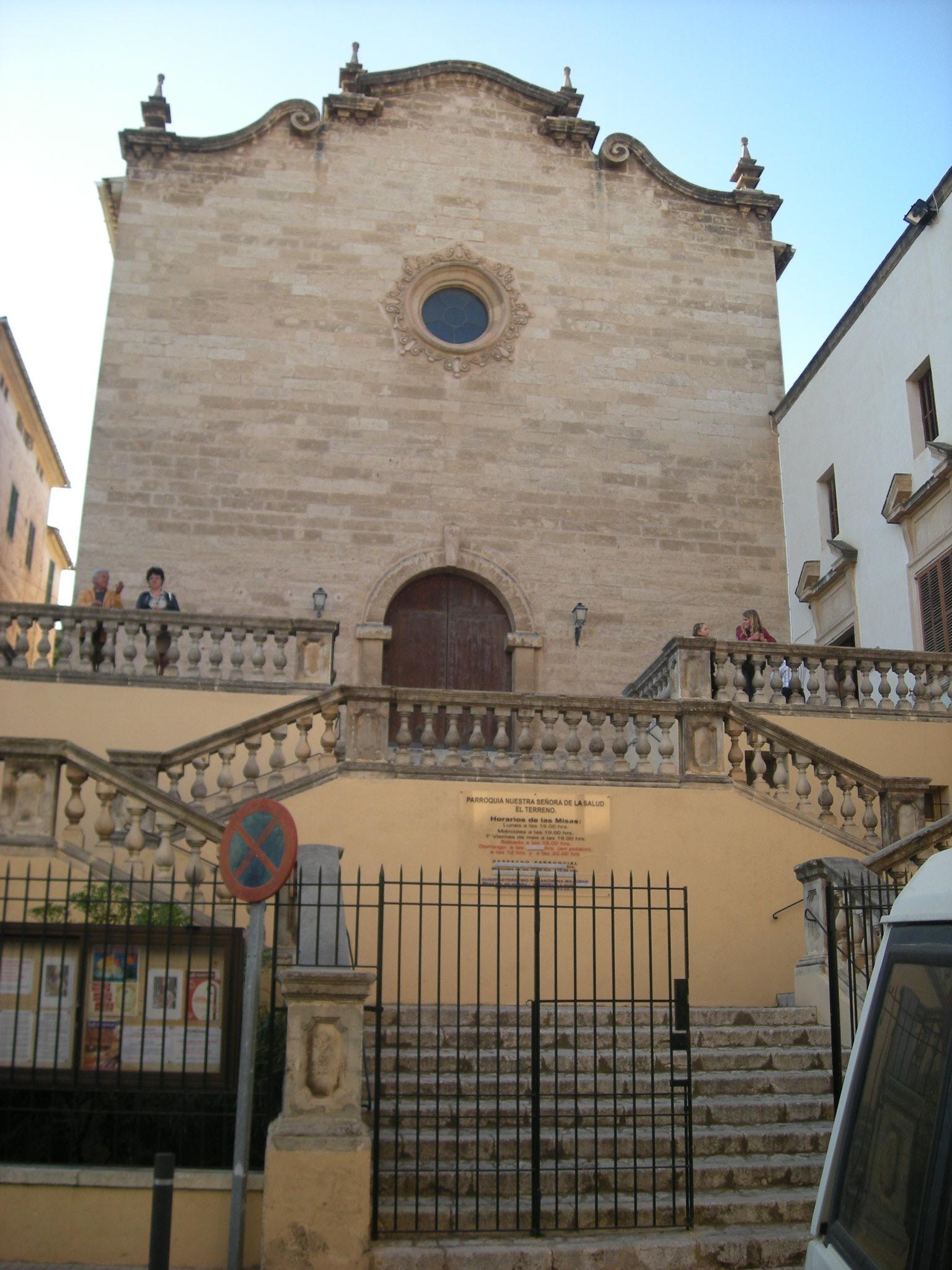
Parròquia de la Salut
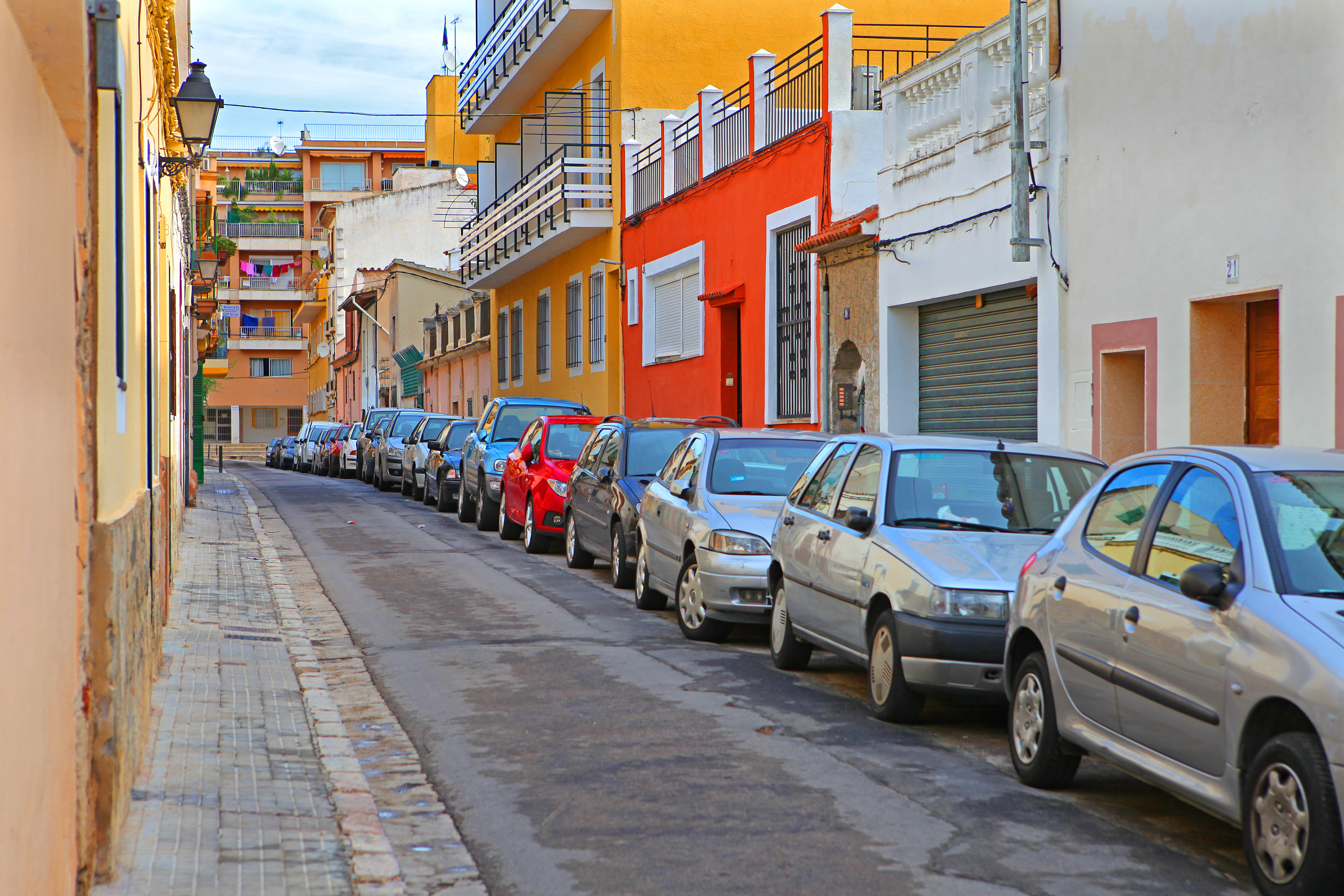
Un carrer del Terreno, amb algunes de les casetes de planta baixa que es conserven